# Safranapfel
Der Safranapfel ist eine historische regionale Apfelsorte, die seit etwa 1700 im Westerzgebirge nachgewiesen und heute noch im Vogtland und im Erzgebirge verbreitet ist. Die Landesgruppe Sachsen des Pomologenvereins erklärte den Safranapfel zur „Sächsischen Obstsorte 2017“.

## Sorteneigenschaften
Der Safranapfel ist safrangelb, sehr saftig und von feinem süß-säuerlichen Geschmack. Die Früchte können sowohl als Tafelobst oder Wirtschaftsapfel verwendet werden, lassen sich lange lagern und sind um die Weihnachtszeit genussreif. Typisch für den Apfel ist seine narbige, knubbelige Oberfläche.
Der Baum stellt keine besonderen Ansprüche an den Boden und kann sehr alt werden. Die Sorte ist außerordentlich frosthart und hat sich auch aus diesem Grund in den rauen Lagen des Erzgebirges und Vogtlandes bewährt. Ein größeres Vorkommen befindet sich im Raum Waldkirchen (Lengenfeld).
Die Sorte ist wegen ihres guten Geschmacks und der langen Haltbarkeit als Wintertafelapfel aber auch für Verarbeitungszwecke geeignet.